# Långholmens centralfängelse

Långholmens centralfängelse var ett fängelse i Stockholm, beläget på ön Långholmen. Centralfängelset hade som mest 500 celler för huvudsakligen manliga fångar. Fängelset uppfördes åren 1874–1880 efter Wilhelm Theodor Anckarsvärds ritningar. År 1972 började avvecklingen, som pågick fram till 1975, och 1982 revs delar av bebyggelsen. Idag finns värdshus, hotell och vandrarhem i det gamla Kronohäktet.
Inom fängelset fanns Sveriges sista avrättningsplats. Där användes giljotin för första och sista gången i Sverige när Alfred Ander, rånmördare, blev avrättad på fängelsegården den 23 november 1910.

## Långholmens spinnhus

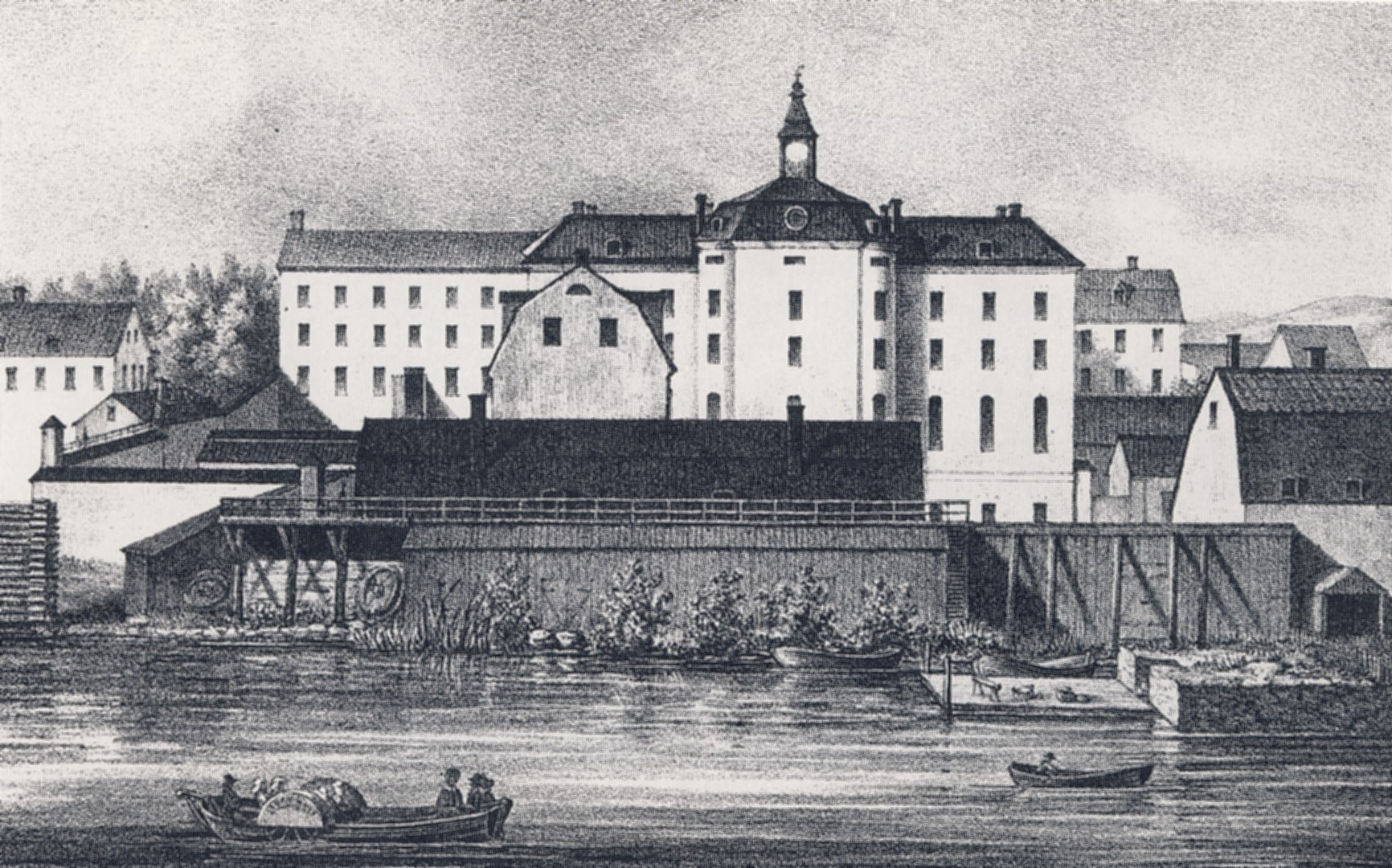
Långholmens rasp- och spinnhus 1850-tal.

År 1724 inrättades Långholmens rasp- och spinnhus på Långholmen. Långholmens spinnhus var ett kvinnofängelse som var i drift fram till och med år 1825. År 1649 byggdes ett stenhus, som var bryggaren Jochum Ahlstedts malmgård Alstavik på Långholmen. Denna byggnad kom staten att förvärva år 1724, för att användas som ett rasp- och spinnhus. Vid 1700-talets mitt tillkom en rad tillbyggnader efter arkitekt Johan Eberhard Carlbergs ritningar. Då uppfördes arbetssalar, logement och kyrksal.
Den före detta malmgården byggdes senare ut för att rymma ytterligare 200 intagna. År 1808 lades det även till en ny våning, under ledning av fattigvårdsstyrelsen. År 1825 flyttades kvinnofängelset till Norrmalm. Fängelset byggdes till och fick sina första 127 celler för manliga fångar.

## Kronohäktet

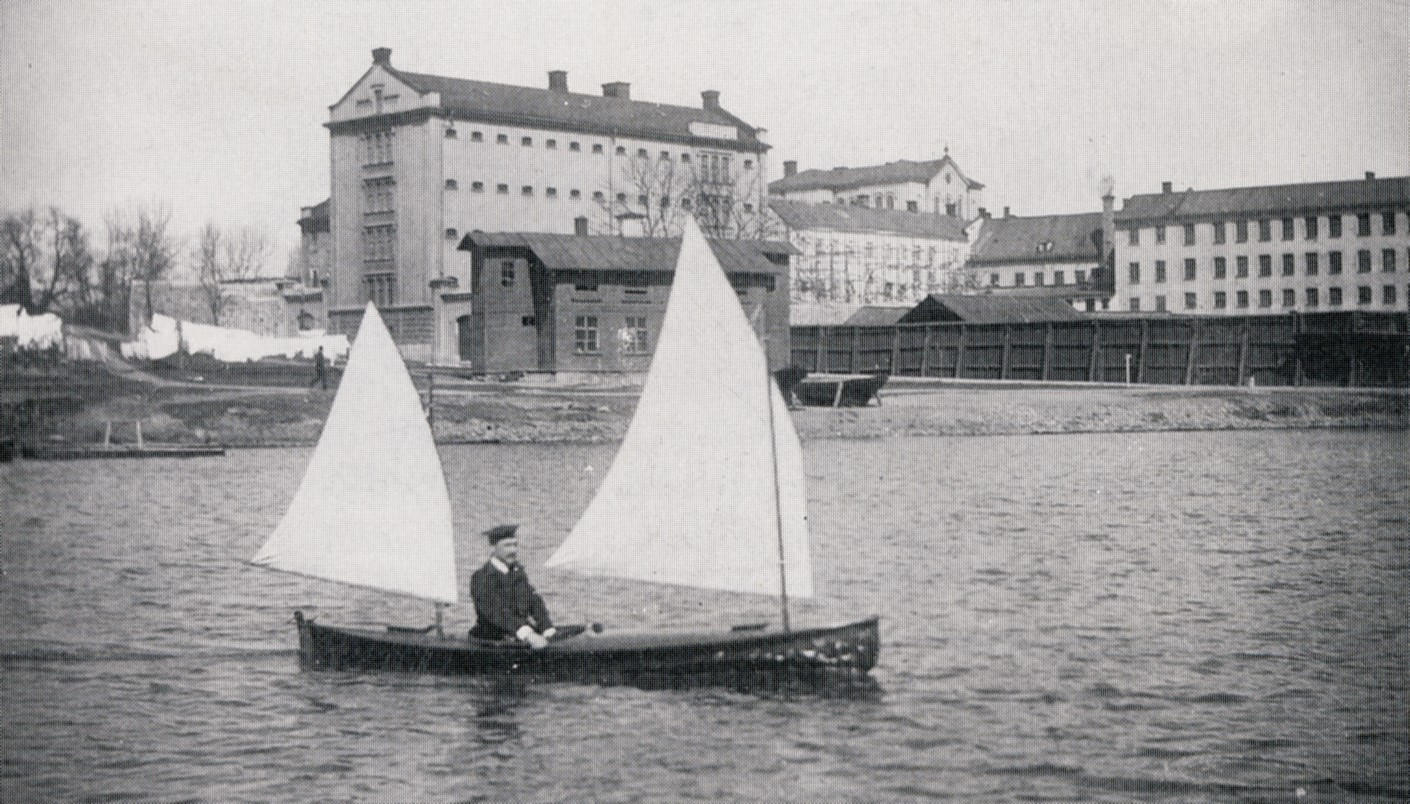
Fr.v. Kronohäktet, sjukhuset och spinnhuset, vid vattnet tvättstugan med tvätt på tork, 1890

I december 1850 flyttade man hit det häkte som tidigare funnits i Nya smedjegården i kvarteret Barnhuset vid nuvarande Norra Bantorget på Norrmalm. Häktet anordnades i en tidigare klädesfabrik. Kronohäktet blev snart för litet och  1867 kunde man flytta in i en tillbyggnad med 30 celler, fängelsekök och direktörsbostad. På gården inrättades nio inhägnade rastgårdar av tårtbitsmodell.
Häktet kom till efter 1840 års fängelsereform. Man tillämpade den så kallade Philadelphiasystemet, som innebar att cellerna anordnades längs ytterväggarna med en stor korridor-galleria över flera våningar kring ett öppet mittschakt. Arkitekt för tillbyggnaderna var Carl Fredrik Hjelm.
Kronohäktets tillbyggnader låg delvis på arrenderad mark som staten ägde och ytterligare tillbyggnader kunde inte genomföras eftersom arrendetiden gick ut 1873. Genom ett markbyte mellan staden och staten kunde man överta en stor tomt norr om spinnhuset. Man fann då att det skulle vara enklast och billigast att bygga ett helt nytt fängelse; Centralfängelset.

## Centralfängelset

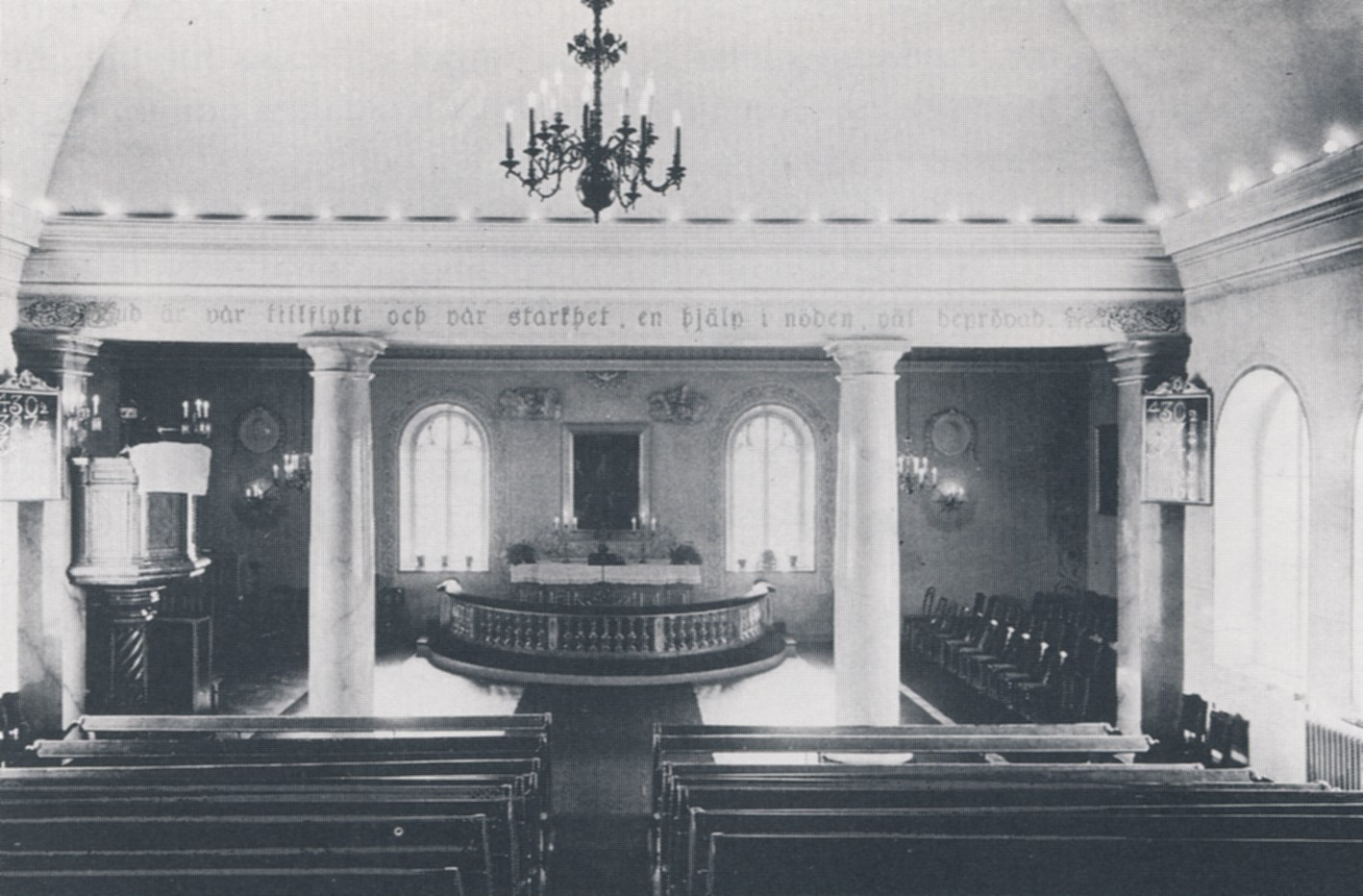
Kyrksalen i Centralfängelset ca 1935.

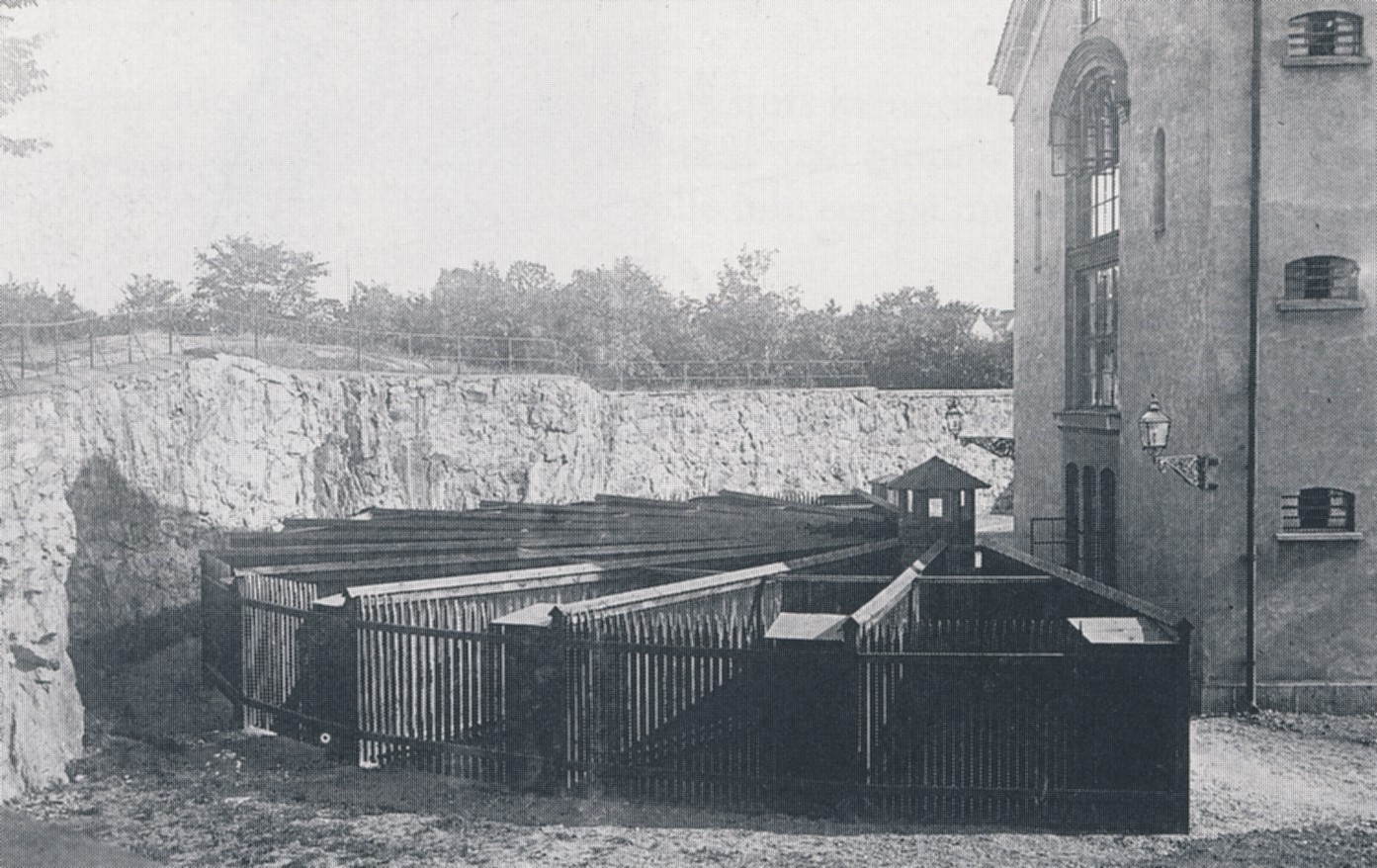
Rastgården för Centralfängelset 1910.

Centralfängelset uppfördes åren 1874–1880 efter Wilhelm Theodor Anckarsvärds ritningar. Även han tillämpade Philadelphiasystemet men i kombination med Auburnsystemet med mörka nattceller förlagda till byggnadens mitt och korridorer mot fasaden. Kring en central bevaknings- och administrationsbyggnad anordnades nattcellerna som två flygelbyggnader medan flyglarna med dagcellerna anslöt i 45 graders vinkel till centralbyggnaden. Anläggningen, som innehöll 200 dagceller och 300 nattceller, var den enda i Sverige av denna byggnadstyp. 
År 1880 togs den militära bevakningen bort och ersattes av civil sådan. Det medförde att kasernen byggdes om till bostadshus för tjänstemän, bevakningsbefälhavaren, vaktmästaren och kamreren. Magasinsbyggnaden byggdes om till bostadshus för 14 vaktkonstaplar med sina familjer. Även andra befintliga byggnader som Stora Henriksvik, Knapersta och Sjötullen nyttjades som bostäder för fängelsepersonalen. 1914 uppfördes Direktörsvillan för fängelsets direktör. 
Det fanns även planer att bygga ett stort kvinnofängelse väster om Centralfängelset men staten ville inte släppa till mer mark till fängelseändamål på Långholmen. Åren 1914–1915 uppfördes en ny arbetscellsbyggnad norr om Centralfängelset som kallades Fasta paviljongen. Cellerna var så stora att en hyvelbänk rymdes. 1950–1951 byggdes den om till en fast, rymningssäker paviljong. Från 1969 till nedläggningen 1975 var den kvinnoavdelningen.

## Avvecklingen
Redan under 1920-talet påbörjades en diskussion om att avveckla fängelseverksamheten på Långholmen, och när Västerbron drogs fram 1935 kom diskussionen igång på allvar. I och med en ny lag om hur fängelsestraff skulle verkställas, som trädde i kraft 1946 blev Långholmens fängelsetyp ännu mer föråldrad. Svenska staten och Stockholms stad kom överens att avveckla verksamheten senast 1955, men det skulle dröja ända fram till 1972 innan utflyttningen började. 1975 upphörde fängelseverksamheten helt och resten av Långholmens centralfängelse tömdes. 
Det fanns många som ville ”radera ut detta svarta minne av förtryck och nöd”, men Riksantikvarieämbetet och Stockholms stadsmuseum ville rädda byggnaderna i sin helhet. Efter en kompromiss revs på våren 1982 Centralfängelset, Rättspsykiatriska kliniken samt en del av arbetslokalerna. Övriga byggnader byggdes om till värdshus, vandrarhem, hotell och Fasta paviljongen blev Långholmens folkhögskola i LO:s regi. Byggnaden ägs och förvaltas av det kommunägda bolaget AB Stadsholmen. Folkhögskolan flyttade sin verksamhet till Sundbyberg 2017. Därefter flyttade Jensen Grundskola Långholmen in i byggnaden.

## Historiska bilder

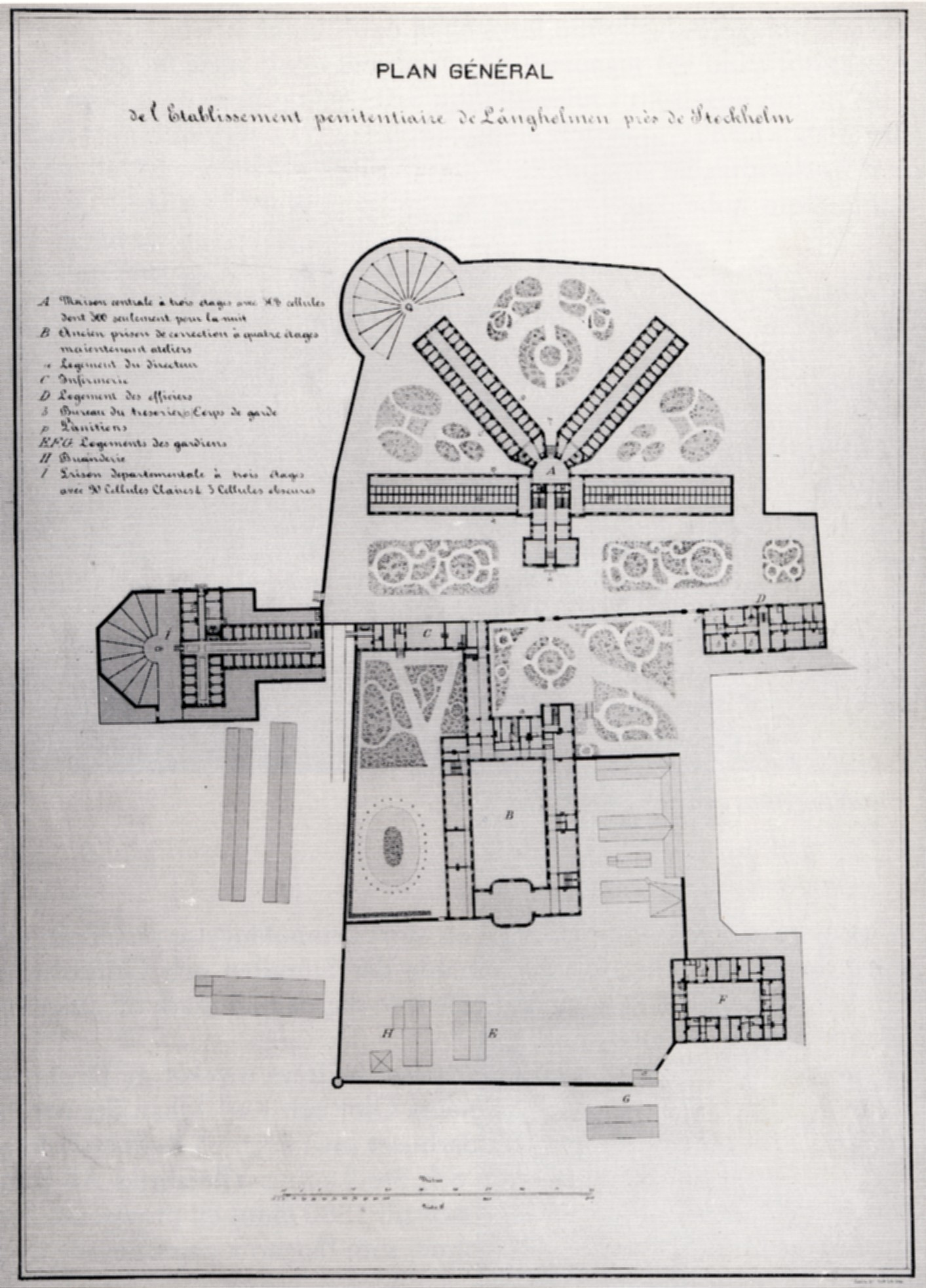
Planritning från 1880-talet.
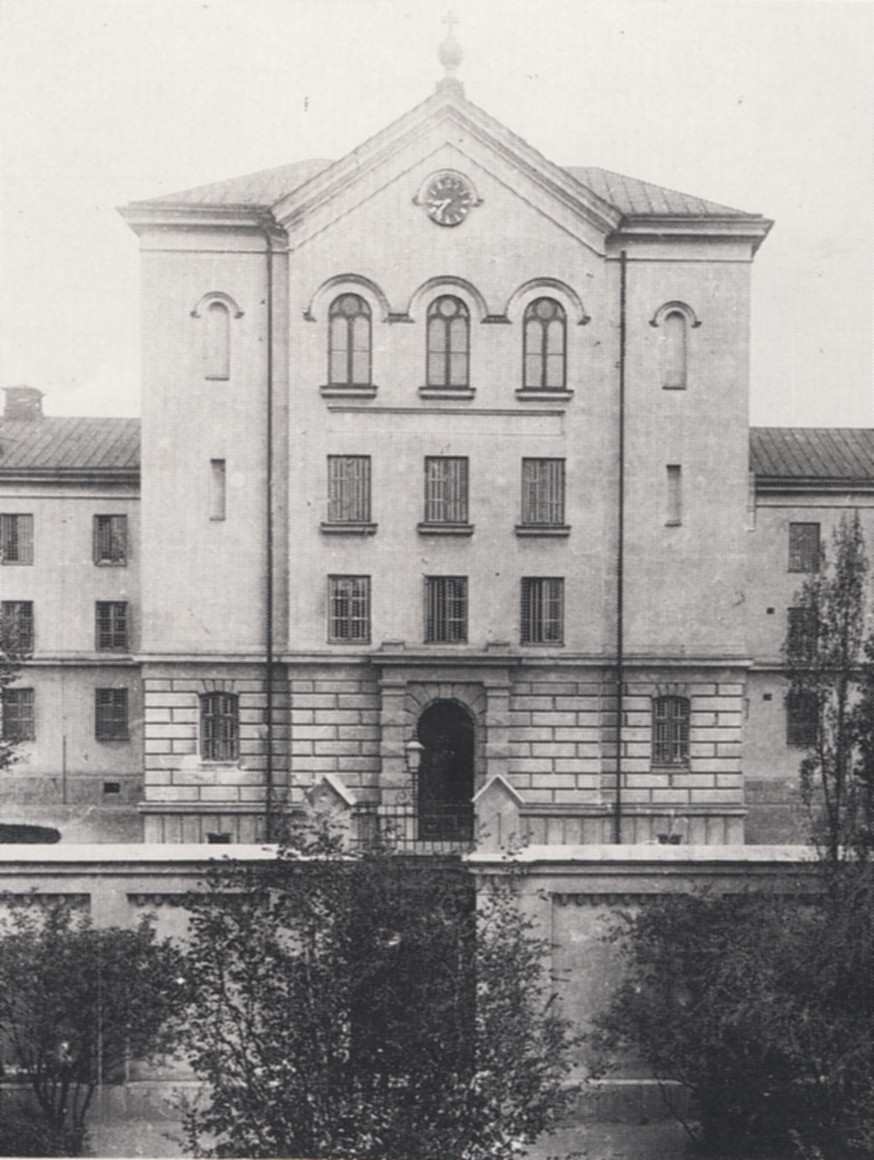
Centralfängelsets entré 1895.
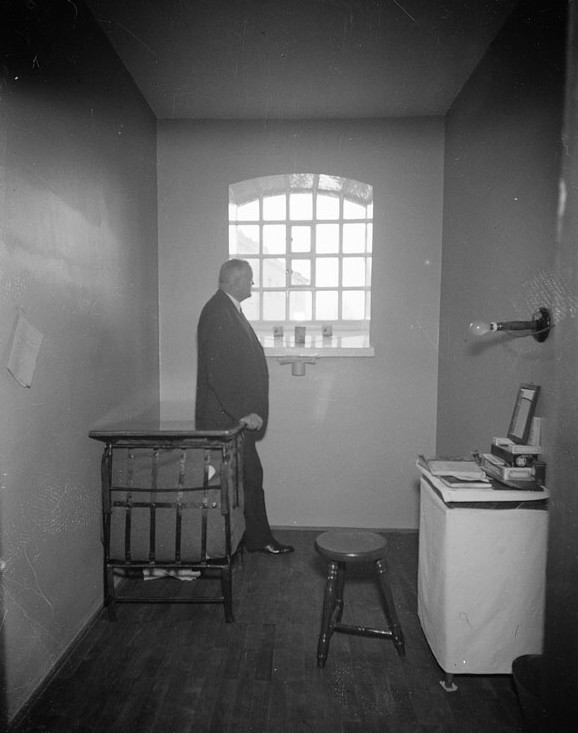
Direktör Sven Axi i en cell i Centralfängelset på Långholmen i Stockholm sedan fönstren förstorats på 1930-talet.
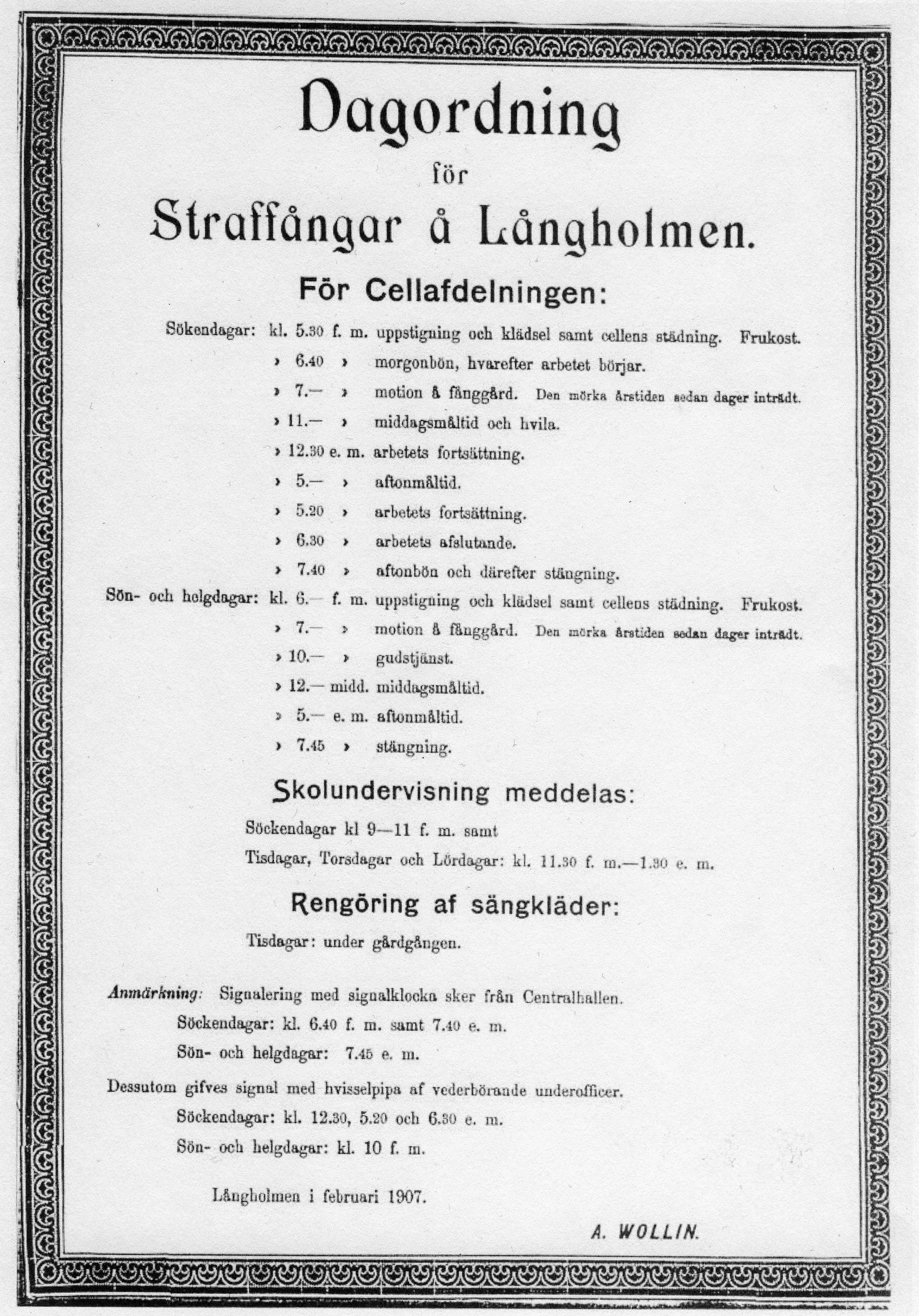
Fängelsets dagordning år 1907.

## Nutida bilder

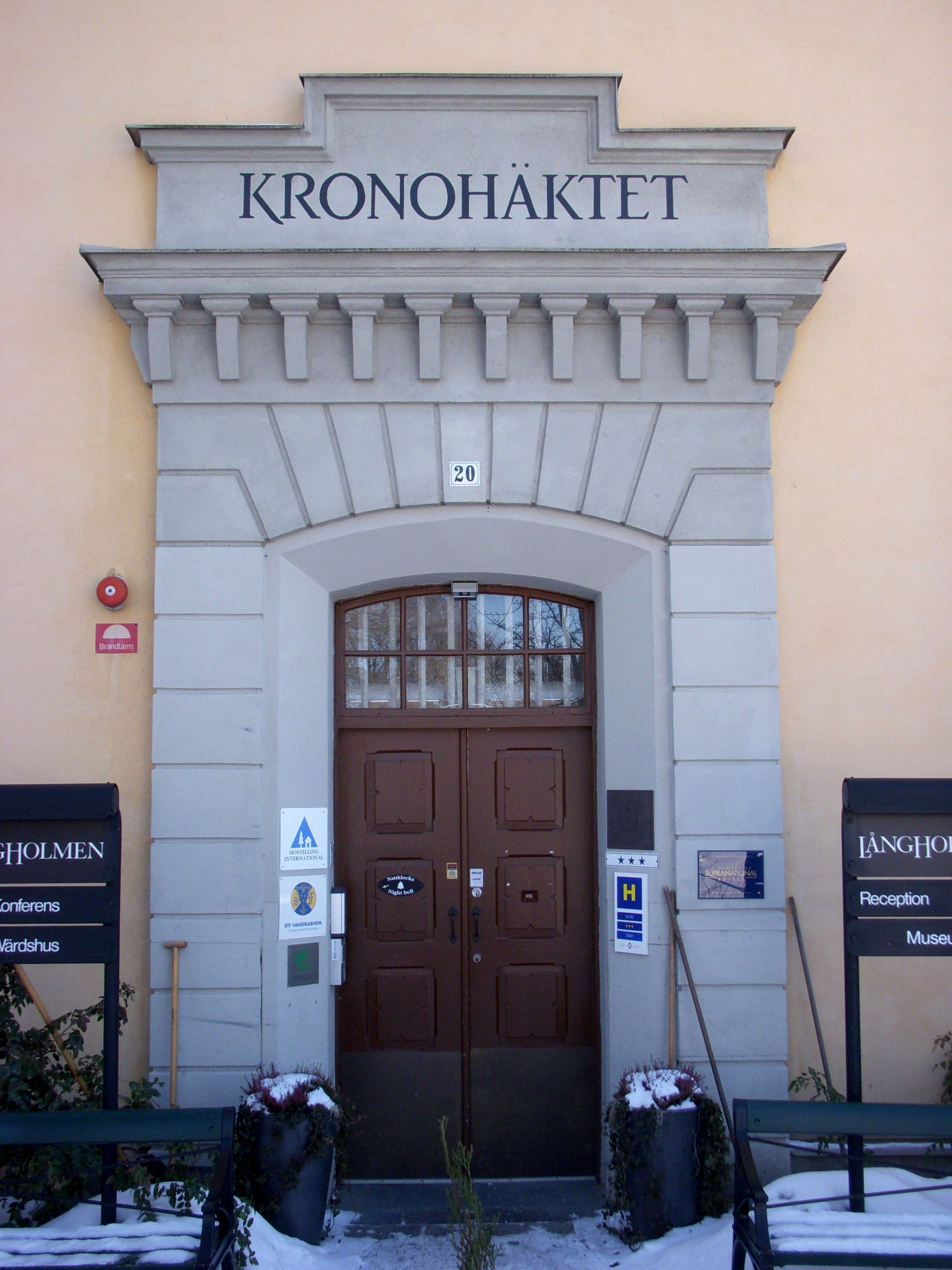
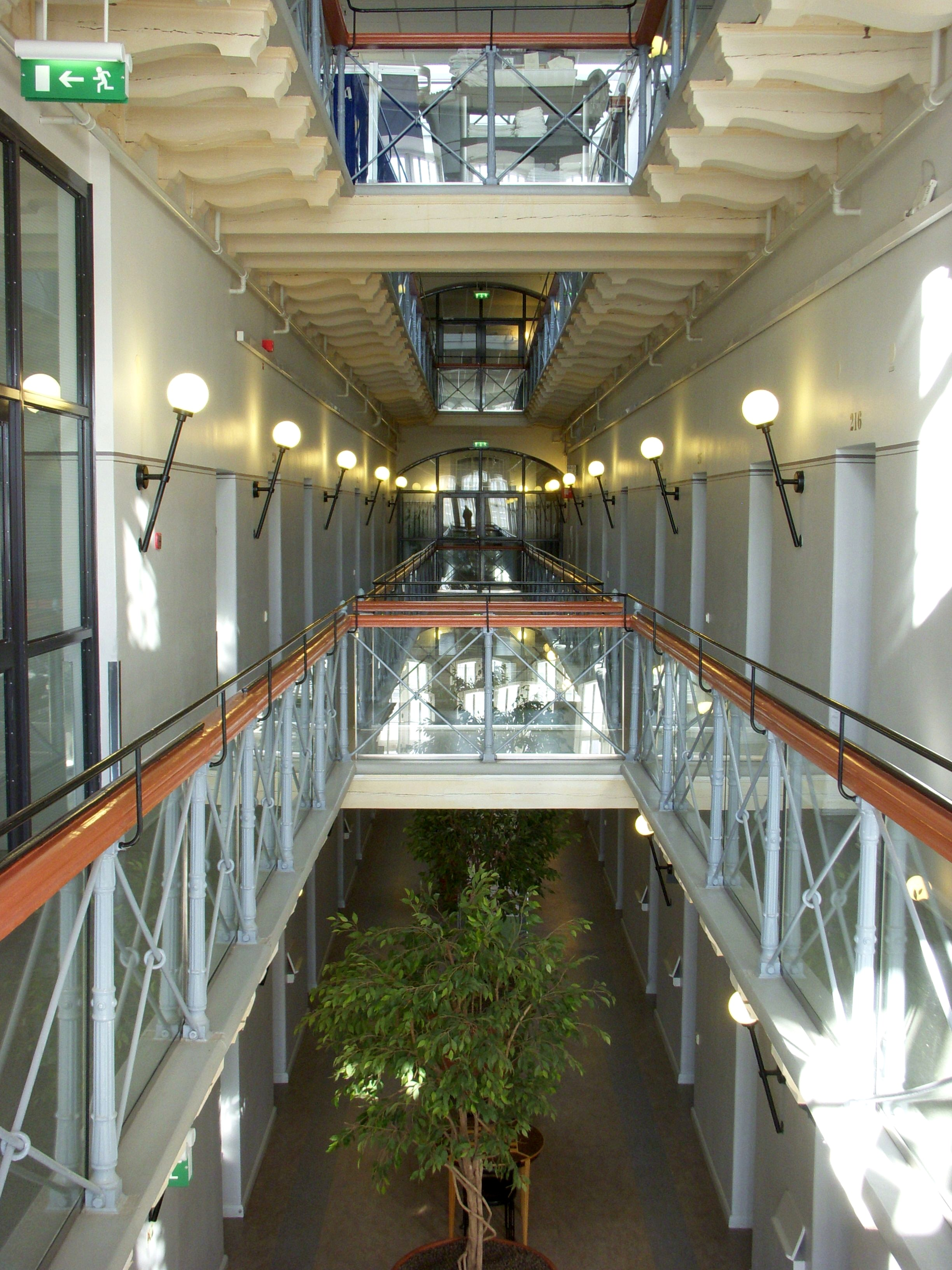
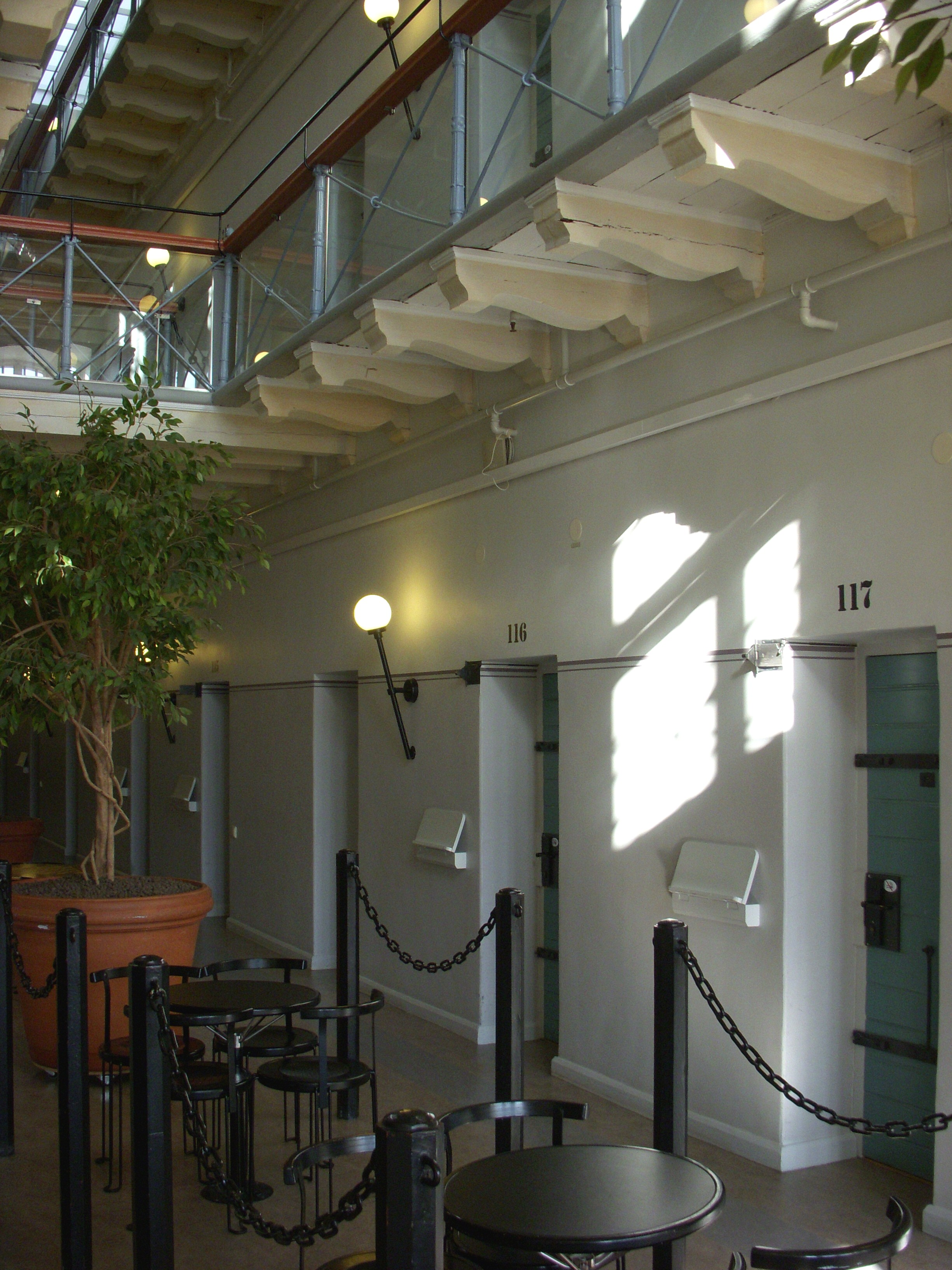
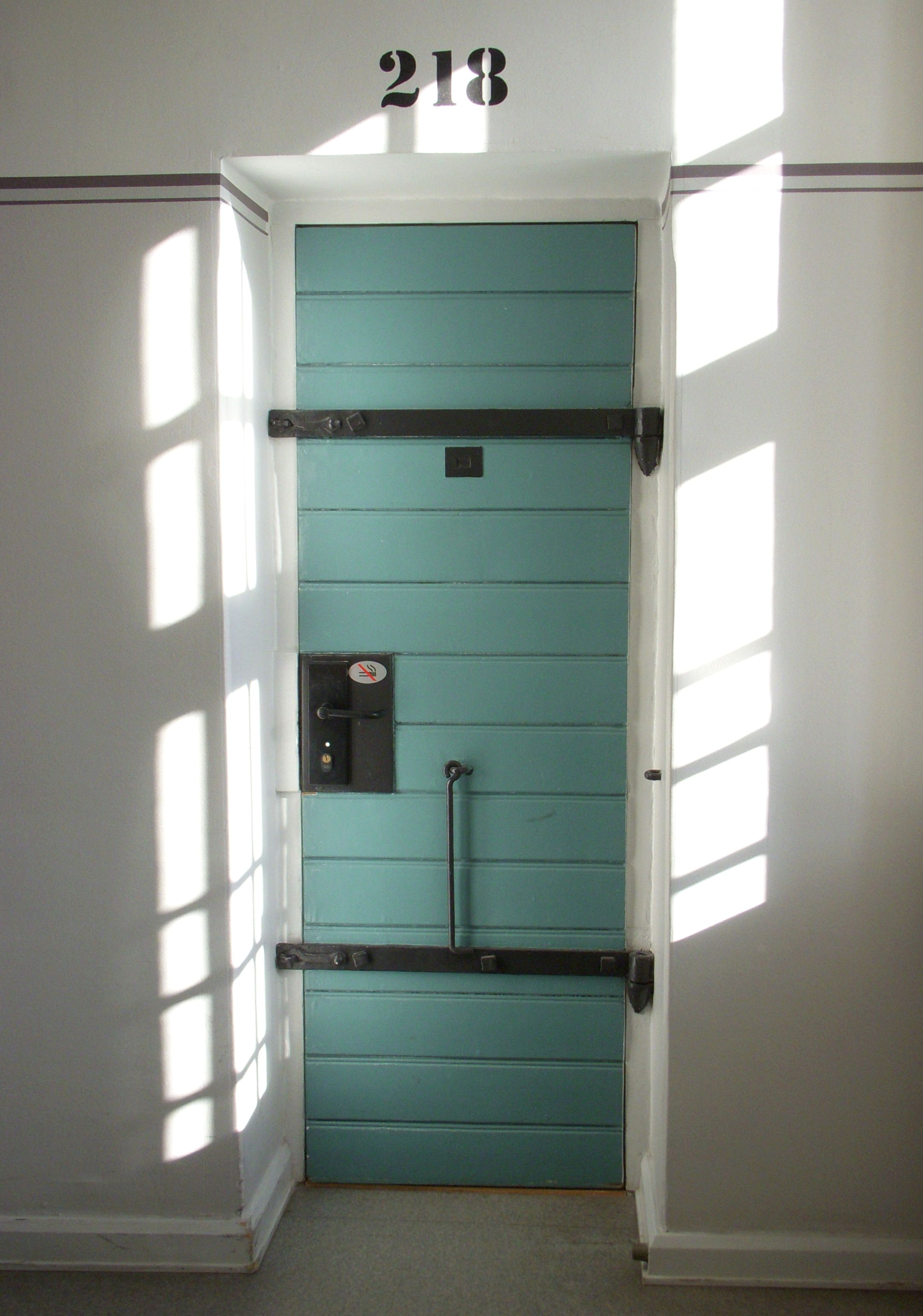

## Kända interner
- Barbro Alving, journalist som dömdes till en månads fängelse för vägran att inställa sig till civilförsvarsövning 1955.
- Alfred Ander, avrättades 1910 med giljotin på Långholmens fängelse.
- Arno Behrisch, tysk politiker i SPD, SAPD och senare DFU. Han var politisk flykting i Sverige 1938-1945.
- Hinke Bergegren, socialistisk och anarkistisk skribent, redaktör och agitator.
- Hjalmar Branting, socialdemokratisk politiker och tidningsman. Dömd för hädelse och för tryckfrihetsbrott. Han avtjänade sitt straff från 1 juli 1899.
- C.N. Carleson, socialistisk politiker.
- Elis Fischer, direktör och riksdagsledamot. Dömdes för bedrägeri 1886 och avled på fängelset.
- Isaac Grünewald, konstnär som 1926 avtjänade en månad på Långholmen för misshandel.
- Jan Guillou, journalist och författare, dömd till 10 månaders fängelse för spioneri i samband med IB-affären.
- Hjalmar Gustafson, journalist och socialdemokratisk politiker.
- Mohammed Beck Hadjetlaché, kosacköverste som avled 1929 på fängelset.
- Axel Holmström, bokförläggare, anarkist och ungsocialist.
- Zeth Höglund, politiker (kommunist och socialdemokrat), dömd för antimilitaristisk propaganda.
- Albert Jensen, journalist och publicist, anarkist, syndikalist och agitator.
- Else Kleen, journalist som dömdes för ärekränkning och falsk angivelse mot justitiekanslern för att ha låtit utgiva boken Gröna ön, som var författad av en fånge, den finske mördaren Bruno Poukka.
- Viktor Lennstrand, utilistisk agitator.
- Folke Lundquist, rådman, som dömdes för trolöshet mot huvudman och grovt bedrägeri
- Henning von Melsted, författare och advokat.
- Per Meurling, religionshistoriker, författare och litteraturkritiker.
- Ture Nerman, journalist, radikal politiker, antimilitarist och poet dömd för att ha kritiserat Adolf Hitler 1939.
- Anton Nilson, dömd till döden för Amaltheadådet, men benådad till livstids fängelse. Frigavs 1917.
- Per Nilsson (Yngsjömördaren), dömd till döden men benådad till livstids fängelse. Avtjänade 23 år på Långholmen. Frigavs 1913.
- Johan Filip Nordlund, som efter fyra år som straffånge på Långholmen genomförde massmordet på ångaren Prins Carl.
- Ivan Oljelund, författare och redaktör på tidningen Brand, dömd för landsförräderi 1916 under förräderiprocessen.
- August Palm, agitator för socialdemokratin.
- Algot Rosberg, dömd till döden för Amaltheadådet, men benådad till livstids fängelse. Frigavs 1917.
- Hannes Sköld, socialist, språkforskare, författare och poet, dömd för antimilitaristisk propaganda.
- Alfred Stern, livstidsdom för Amaltheadådet. Frigavs 1917.
- Lasse Strömstedt, författare.
- Herbert Wehner, tysk politiker som satt i fängelse sedan han dömts till ett års straffarbete vid Stockholms rådhusrätt för olovlig underrättelseverksamhet.
- Stig Wennerström, överste dömd till livstid för spioneri. Frigavs 1978. Långholmen hade beväpnad vakt under tiden Wennerström var där 1968-1973.
- Ernst Wollweber, tysk och sovjetisk kommunist, NKVD-officer och politiker.
- Olle Möller, svensk mästare i friidrott och dömd mördare vars skuld fortfarande ifrågasätts.

## Fängelset i populärkultur
- Långholmens spinnhus är omskrivet i både litteraturen och i visor.
- Jailbird Singers bildades 1964 på anstalten.
- Stora delar av Hasseåtages film Släpp fångarne loss – det är vår! från 1975 är inspelad på Långholmens fängelse.
- Att skaka galler på Långholmen betyder att man sitter inne på Långholmens centralfängelse.